# Portarlington (County Laois)
Portarlington, irisch Cúil an tSúdaire  (Ecke/Winkel des Gerbers), ist eine Kleinstadt in der Republik Irland im County Laois. Bei der Volkszählung 2022 hatte sie 9288 Einwohner, womit sich die Anzahl seit 1991 (3211) nahezu verdreifacht hat.

## Lage
Portarlington liegt im Norden von Laois am River Barrow, der hier die Grenze zwischen Laois und Offaly bildet. Dabei gehört ein kleiner Teil westlich des Barrow zu Offaly, während im Norden ein kleiner Zipfel jenseits des Flusses zu Laois gehört.

## Geschichte
Ursprünglich gab es eine Siedlung bei dem 3 km östlich liegenden und 1260 erbauten Lea Castle. Dieses wurde um 1640 zerstört. Ein Henry Bennett, Lord Arlington gründete dann 1666 eine Stadt an der heutigen Stelle. Später verkaufte er das Land an einen Anhänger von James II. Nach dessen Niederlage bei der Schlacht am Boyne wurde das Land konfisziert und Henri Massue, Marquis de Ruvigny, Earl of Galway übergeben, der später den Titel eines Barons von Portarlington bekam.
Er beschloss um 1690, Flüchtlinge der in Frankreich verfolgten Hugenotten in der Stadt aufzunehmen. Ihre Zahl lag 1702 bei 500 Personen. Diese prägten dann für lange Zeit Portarlington, und auch heute gibt es in dem Ort noch Gebäude aus dieser Zeit.

## Transport
Portarlington liegt an den Regionalstraßen R419, R420 und R423. Die Autobahn M7 von Dublin in den Süden und Südwesten verläuft ca. 10 km südlich.
Die Bahnlinie von Dublin nach Cork und Kerry zweigt hier von der Linie nach Westen (Galway und Mayo) ab, sodass die Stadt regelmäßig angefahren wird. Dagegen wird sie von keiner Fernbuslinie bedient.
Portarlington lag an einem von 1827 bis 1831 erbauten Stichkanal, der Mountmellick mit der Barrow-Linie des Grand Canals verband. Der Kanal wurde 1960 aufgegeben und teilweise überbaut.

## Sehenswürdigkeiten
- Lea Castle, Ruine einer 1260 erbauten normannischen Burg, 3 km östlich
- Emo Court, Herrenhaus von 1790 mit Gartenanlage, 6 km südlich

## Persönlichkeiten
- Edward Carson (1854–1935), Politiker und Verfechter der Union mit Großbritannien, ging in Portarlington zur Schule